# Emirato de Ras al Jaima
El emirato de Ras al Jaima (en árabe: رأس الخيمة) es uno de los siete emiratos que integran los Emiratos Árabes Unidos. Es el único de los emiratos que, al acabar la ocupación británica de la zona en 1971, accedió a la plena independencia como Estado soberano, a diferencia de los otros seis, que alcanzaron la independencia mancomunadamente. Las mayores ventajas económicas de pertenecer a una federación conjunta de varios emiratos llevaron al país a solicitar la integración en Emiratos Árabes Unidos, solicitud aceptada por el gobierno emiratí el 11 de febrero de 1972. Desde esa fecha el país no es independiente, sino que es una región más de Emiratos Árabes Unidos. Se localiza en la frontera con Omán al norte de la península arábiga. Es gobernado por el jeque Saud bin Saqr al-Qasimi. Su población es de unos 250.000 habitantes y la ciudad está dividida en dos secciones principales por un arroyo. Las secciones son el Antiguo Ras al Jaima y Nakheel. Anteriormente, la ciudad era conocida como Julfar.
La superficie del emirato de Ras al-Khaimah cubre un área de 2.486 km² (650 millas cuadradas) y tiene 64 km (40 millas) de costa de playa. Hacia 2019, el emirato tenía una población de aproximadamente 345.000, de los cuales aproximadamente el 31% eran ciudadanos emiratíes. El emirato también consta de varias aldeas y nuevos desarrollos residenciales cerrados, como Al Hamra Village y Mina Al Arab.
La ciudad alberga el Aeropuerto Internacional de Ras al Khaimah.

## Historia
Ras Al Khaimah ha sido el lugar de residencia humana continua durante 7,000 años, uno de los pocos lugares en el país y el mundo donde este es el caso, con fuentes en los restos de la cultura Umm Al Nar (milenio III a. C.). El área de Shimal contiene entierros Umm Al Nar y Wadi Suq y varios hallazgos notables, incluida una tumba que contenía no menos de 18 puntas de flecha de bronce fino. Ras Al Khaimah está vinculado con el puerto medieval y la ciudad de Julfar, centro comercial de la zona a finales del siglo XVI.
Ras al-Khaimah era un asentamiento independiente pero finalmente creció hasta encapsular el área conocida como Julfar. A fines del siglo XVI, Ras al-Khaimah es mencionada por fuentes italianas por primera vez, tras de lo cual el nombre Julfar cayó en desuso. La evidencia arqueológica ha demostrado que el asentamiento llamado Julfar cambió de ubicación con el tiempo a medida que los canales del puerto se colmaron. Las excavaciones revelaron que Julfar estaba en el norte de la actual Ras al-Khaimah.
Existe un debate considerable a nivel local sobre el cargo de piratería marítima del siglo XVIII, que atrae la etiqueta británica ''The Pirate Coast'' al Golfo Oriental. Las interpretaciones locales de la disputa con los británicos fue que los británicos se volvieron cada vez más agresivos en la protección de su comercio, pero esto resultó en una interferencia en los medios de subsistencia de los locales, por lo que naturalmente hicieron una excepción.
A inicios del siglo XVIII, la dinastía Al Qasimi se estableció en Ras al-Khaimah y Sharjah, y se convirtió en una importante fuerza marítima con propiedades en las costas persas y árabes que solían entrar en conflicto con el transporte marítimo de bandera británica. Fueron los vínculos de Al Qasimi con Persia lo que llamó la atención de Ahmed bin Said, gobernante de Mascate, que había arrebatado el control de la costa y el interior de Omán a las fuerzas persas que la habían tomado bajo Nadir Shah y Mirza Taki Khan.

Jeque Saqr bin Mohammad Al Qasimi (1920-2010) emir de Ras Al-Khaimah entre 1948 y 2010.

Esta larga guerra entre los Al Qasimi y Mascate los enfrentó naturalmente contra el aliado de Mascate: Gran Bretaña. Tras una serie de ataques en 1808 frente a la costa de Sindh que involucraron a 50 invasores Qasimi y tras la temporada de monzones de 1809, las autoridades británicas en India decidieron hacer una demostración de fuerza significativa contra Al Qasimi, no solo para destruir sus bases más grandes, sino también para contrarrestar el aliento francés de ellos desde sus embajadas en Persia y Omán.
Los británicos montaron la campaña del golfo Pérsico de 1809, en la que la flota de Al Qasimi fue destruida en gran medida. La operación británica continuó hasta Linga en la costa persa que, como las islas Tunbs Mayor y Menor, era administrada por Al Qasimi, pero tras la expedición militar terminó, las fuerzas británicas regresaron a sus barcos habiendo sufrido bajas leves, pero las pérdidas árabes fueron significativas, mientras que el daño hecho a las flotas de Al Qasimi fue severo, con sus naves destruidas.
En 1819, los británicos se embarcaron en una segunda expedición contra Al Qasimi, viajando a Ras al-Khaimah con un pelotón de 3.000 soldados Los británicos extendieron una oferta a Said bin Sultan de Mascate en la que se convertiría en el gobernante de la Costa Pirata si aceptaba ayudar a los británicos. Las tropas desembarcaron al sur de la ciudad y colocaron baterías de armas y morteros y la ciudad fue bombardeada tanto por tierra como por mar, hasta que Ras al-Khaimah fuera asaltado y prácticamente desierto.
En 1820, los británicos impusieron el Tratado Marítimo General firmado por el Jeque Sultán Bin Saqr Al Qasimi de Sharjah, quien fue reinstalado por los británicos en Ras al-Khaimah tras la deposición de Hasan Bin Rahma Al Qasimi. El tratado estipulaba el fin de la piratería y la esclavitud, y sentó las bases para el protectorado británico sobre los Estados de la Tregua que duró hasta 1971. En 1869, Ras al-Khaimah se independizó completamente de la vecina Sharjah y, desde 1972, forma parte de Emiratos Árabes.
Bajo la dinastía Al Qasimi, Ras al-Khaimah ha sido gobernado por los jeques Rahma (1708-31), Matar bin Butti (1731-47), Rashid bin Matar (1747-77), Saqr bin Rashid (1777-1803), Sultan Bin Saqr (1803-09 y 1820-66), Hasan bin Ali (1809-14), Hassan bin Rahma (1814-20), Khalid bin Sultan (1866-68), Salim bin Sultan (1868-69),  Humaid bin Abdullah (1869-1900),  Saqr bin Khalid (1900-14), Khalid bin Ahmad (1914-21), Sultan bin Salim (1921-48), Saqr bin Mohammed (1948-2010) y Saud bin Saqr (desde 2010).

## Economía

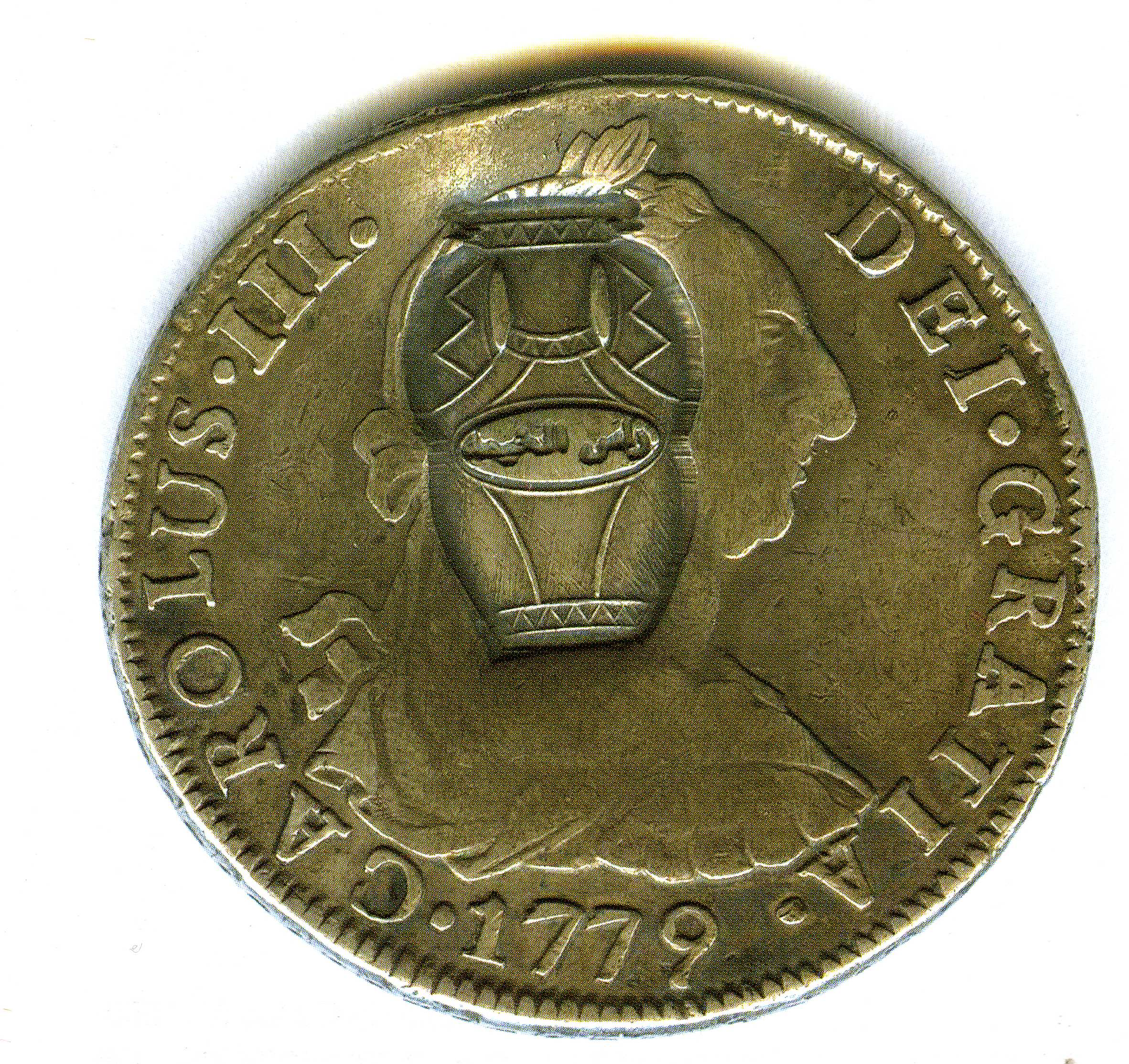
Moneda española de Carlos III que circuló en Ras al Khaimah con resello que contenía el dibujo de una vasija y el nombre del territorio en árabe.

Debido a la precariedad de su economía, y careciendo de monedas de oro y plata suficientes en circulación, en el año 1779 se permitió la circulación de monedas extranjeras en todo el territorio. Para ello se utilizó un punzón que contenía el dibujo de una vasija con inscripción “Ras-al-Khaimah” en árabe. Se conocen monedas de 8 reales españolas, 5 francos franceses, táleros de María Teresa I de Austria y rupias inglesas con este curioso resello.
Como es uno de los emiratos que no producen petróleo, Ras al-Khaimah se ha centrado en desarrollar su sector industrial. Desde 1920, se informó que Ras al-Khaimah estaba involucrado en la extracción del minerales como hierro.
Asimismo, la nueva legislación y regulaciones favorecen las inversiones internacionales. La combinación de seguridad y confidencialidad está garantizada para los empresarios. Una empresa internacional solo puede tener clientes extranjeros y no es responsable del pago de impuestos locales. Puede abrir una cuenta bancaria local, realizar inversiones libres de impuestos y obtener hipotecas para invertir en activos de los EAU. Visas de empleo están disponibles. Cuando se aprueba, este tipo de empresa puede poseer propiedades en zonas francas de los EAU.
Los individuos no pagan impuestos sobre ingresos, ventas o riqueza. No se cobran impuestos corporativos. Además, no hay controles de cambio, retención ni impuestos de importación o exportación.

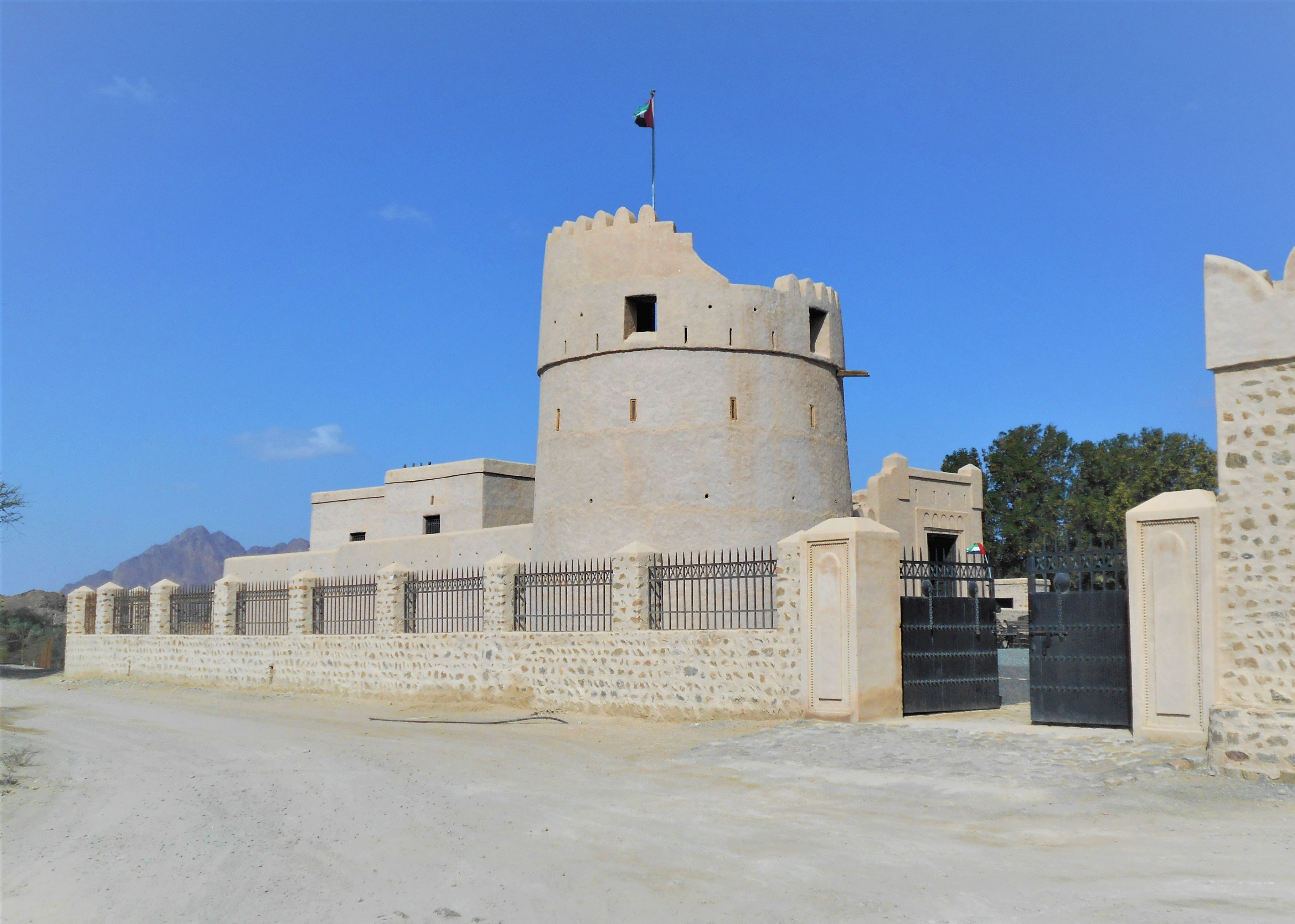
Fuerte de Masafi (emirato de Ras al-Khaimah).

## Ciudades importantes
- Al Jazirah Al Hamra - una antigua ciudad costera con numerosos proyectos inmobiliarios y zona industrial
- Ar-Rams - una ciudad costera; en el pasado, un pueblo típico de pesca y perlas
- Khawr Khuwayr - una zona industrial, con el puerto más grande de Ras al-Khaimah y numerosas compañías como una fábrica de cemento
- Diqdaqah - un pueblo conocido por sus actividades agrícolas
- Khatt - un pueblo rodeado de montañas, famoso por sus aguas termales y jardines de palmeras
- Masafi - una ciudad en el sur, en la frontera con Fujairah; bien conocido por el agua potable
- Huwaylat - un pueblo central en el sur